# Langenuen
60°3′4″N 5°19′34.712″Ø / 60.05111°N 5.32630889°Ø
Langenuen er et sund i Vestland fylke i Norge, beliggende  mellem øerne Stord og Huftarøy i Austevoll kommune mod vest, og Tysnesøy og Reksteren i Tysnes kommune mod øst. Sundet er 35 km langt og strækker sig fra Husnesfjorden ved indløbet til Hardangerfjorden i syd til Bjørnefjorden i nord. Mellem Stord og Huftarøy kommer Selbjørnsfjorden ind fra vest.
Langs den nordlige del af Langenuen går en af de mest trafikerede færgeforbindelser på Europavej 39, mellem Sandvikvåg på Fitjar helt mod nord på Stord til Halhjem i Os kommune. Fra Jektevik på Stord går der færgeforbindelse  over Langenuen til Hodnanes på Tysnes og til Huglo. Der er planer om en gang at bygge en bro over Langenuen, fra Jektevik på Stord til Hodnanes på Tysnes, som en del af E39 og den fremtidige kyststamvej mellem Stord og Bergen. Projektet skal formentlig vurderes ved revisionen af Nasjonal transportplan for 2010-2019.